# Niederschlochtern
Niederschlochtern ist ein Ortsteil der Stadt Melle im Landkreis Osnabrück in Niedersachsen. Der Ort bildete bis 1970 eine Gemeinde im damaligen Landkreis Melle. Zur Unterscheidung von einer gleichnamigen Gemeinde im Landkreis Melle hieß die Gemeinde bis 1963 Schlochtern (Kirchspiel Sondermühlen). Niederschlochtern gehört heute zum Meller Stadtteil Melle-Mitte.

## Geographie
Die ehemalige Bauerschaft Niederschlochtern besitzt keinen Dorfkern, sondern ist eine Streusiedlung  mit einzelnen Gehöften östlich von Wellingholzhausen. Der Ortsteil wird in Süd-Nord-Richtung vom Laerbach durchflossen.

## Geschichte
Die Bauerschaft Schlochtern im damaligen Kirchspiel Melle gehörte bis zu den Napoleonischen Kriegen zum Amt Grönenberg des Hochstifts Osnabrück. Von 1807 bis 1810 gehörte Schlochtern zum Kanton Melle des napoleonischen Satellitenstaats Königreich Westphalen. Von 1811 bis 1813 gehörte der Ort unmittelbar zu Frankreich und dort zur Mairie Melle im Arrondissement Osnabrück des Departements der Oberen Ems. 1814 kam Schlochtern zum Königreich Hannover und bildete dort eine Gemeinde im Amt Grönenberg. 1867 fiel Schlochtern mit dem gesamten Königreich Hannover an Preußen und seit 1885 gehörte die Gemeinde zum Landkreis Melle. Innerhalb des Landkreises Melle gehörte die Gemeinde zur Samtgemeinde Melle. Zur Unterscheidung von einer zweiten Gemeinde Schlochtern im Landkreis Melle erhielt die Gemeinde den Namen Schlochtern (Kirchspiel Melle), während die andere Gemeinde den Namen Schlochtern (Kirchspiel Wellingholzhausen) trug. Nachdem im benachbarten Sondermühlen eine eigene Kirche für die südlich der Meller Kernstadt gelegenen Bauerschaften errichtet worden war, erhielt Schlochtern (Kirchspiel Melle) im 20. Jahrhundert den Namen Schlochtern (Kirchspiel Sondermühlen).
Am 6. März 1963 wurden Schlochtern (Kirchspiel Sondermühlen) in Niederschlochtern und Schlochtern (Kirchspiel Wellingholzhausen) in Oberschlochtern umbenannt. Am 1. Januar 1970 wurde Niederschlochtern in der ersten Phase der Gebietsreform in Niedersachsen in die Stadt Melle eingegliedert.

## Einwohnerentwicklung
| Jahr | Einwohner | Quelle |
| ---- | --------- | ------ |
| 1845 | 125       | [ 3 ]  |
| 1871 | 102       | [ 4 ]  |
| 1910 | 163       | [ 5 ]  |
| 1939 | 144       | [ 6 ]  |
| 1950 | 234       | [ 7 ]  |
| 1961 | 158       | [ 7 ]  |